# Мазурс, Николайс
Николайс Мазурс (латыш. Nikolajs Mazurs, род. 13 октября 1980, Бауска, Латвийская ССР, СССР) — латвийский баскетбольный тренер.

## Карьера
В структуре ВЭФ Мазурс провел 8 сезонов, с 2007 по 2014 года ассистировал Валдису Валтерсу, Римасу Куртинайтису и Рамунасу Бутаутасу. В разные годы Мазурс возглавлял сборные Латвии различных возрастов. В 2013 году Латвийский баскетбольный союз признал Николайса Мазурса лучшим молодёжным тренером страны.
В 2014 году стал главным тренером рижского ВЭФ, подписав однолетний контракт с возможностью продления ещё на 2 года.
Перед началом сезона 2015/2016, Мазурс подписал долгосрочный контракт с московским «Динамо», но из-за финансовых проблем клуб снялся с участия в чемпионате Суперлиги и Николайс покинул команду.
В начале 2016 года возглавил «Виту». Под руководством Мазурса, грузинский клуб одержал свою единственную победу в Единой лиге ВТБ 2015/2016.
В мае 2016 года стал главным тренером «Автодора». После поражения в 1 туре Единой лиги ВТБ 2016/2017 от «Астаны» (78:83) саратовский клуб и Мазурс расторгли контракт по обоюдному согласию сторон.
В марте 2017 года вошёл в тренерский штаб УНИКСа.
В июне 2017 Мазурс заключил контракт с «Пармой» по схеме «1+2». В феврале 2019 года Николайс и пермский клуб приняли решение прекратить сотрудничество.
В августе 2019 года Мазурс был назначен главным тренером «Огре».

## Достижения
- Бронзовый призёр Балтийской баскетбольной лиги: 2011/2012
- Чемпион Латвии (4): 2010/2011, 2011/2012, 2012/2013, 2014/2015
- Серебряный призёр чемпионата Латвии (2): 2007/2008, 2013/2014